# Epiphragma evanescens
Epiphragma evanescens är en tvåvingeart som beskrevs av Alexander 1940. Epiphragma evanescens ingår i släktet Epiphragma och familjen småharkrankar. Inga underarter finns listade i Catalogue of Life.